# Alexandru Novac
Alexandru Novac (24 de marzo de 1997) es un deportista de Rumania que compite en atletismo. Ganó una medalla de plata en el Campeonato Europeo de Atletismo Sub-23 de 2019, en la prueba de lanzamiento de jabalina.